# Ledipasvir
Ledipasvir este un medicament antiviral, fiind utilizat în tratamentul hepatitei C. Este de obicei utilizat în asociere cu sofosbuvir, sub forma ledipasvir/sofosbuvir. Calea de administrare disponibilă este cea orală.